# Hornchurch (metropolitana di Londra)
Hornchurch è una stazione della linea District della metropolitana di Londra.

## Storia
Il tracciato originario del 1854 passava attraverso il sud della parrocchia civile di Hornchurch vicino al Tamigi senza fermarsi. La stazione più vicina era a Rainham. Tra il 1885 e il 1888 fu costruito un nuovo percorso, da parte della Barking and Pitsea Railway, che forniva un servizio diretto da Fenchurch Street a Southend, evitando Tilbury. La stazione di Hornchurch fu aperta il 1º maggio 1885. Le stazioni più prossime erano ad est Upminster e ad ovest Dagenham East.

## Strutture e impianti
La stazione rientra nella Travelcard Zone 6.

## Interscambi
Nelle vicinanze della stazione effettuano fermata alcune linee urbane automobilistiche, gestite da London Buses.
- Fermata autobus